# Günter Gollasch
Günter Gollasch (né le 8 mars 1923 à Burg, mort le 10 mars 2011 à Rüdersdorf bei Berlin) est un chef d'orchestre de jazz allemand.

## Biographie
Après la Volksschule, Günter Gollasch apprend la direction d'orchestre au conservatoire de Cottbus de 1938 à 1942 puis par la clarinette au Conservatoire Klindworth-Scharwenka de Berlin. De 1950 à 1953, il dirige le groupe de saxophones du Großen Tanz- und Unterhaltungsorchester fondé par la Berliner Rundfunk. En 1954, la Kapelle Günter Gollasch voit le jour, elle enregistre pour la Berliner Rundfunk et Amiga et se produit en direct sur la Deutscher Fernsehfunk. Le Tanzorchester des Berliner Rundfunks est créé le 1er février 1956 puis est baptisé en 1971 Rundfunk-Tanzorchester Berlin. Il en est son chef d'orchestre jusqu'en 1981. Gollasch réunit des musiciens parmi lesquels Joachim Graswurm et Antonin Stepanek (trompettes), Friedhelm Schönfeld (saxophone), Hubert Katzenbeier et Fredy Lehmann (trombones) et Klaus Koch (contrebasse et guitare basse). Le deuxième chef d'orchestre est l'arrangeur et compositeur Günther Kretschmer. Le successeur de Gollasch est Martin Hoffmann en 1981. Günter Gollasch est également clarinettiste solo à partir de 1956. Yvette, une composition de Klaus Hugo, est l'un de ses grands succès. En 2003 et 2004, il donne une série de concerts Swing-Legenden au Friedrichstadt-Palast en tant que chef d'orchestre où il accompagne Paul Kuhn, Hugo Strasser et Max Greger. Le 7 juin 2008, Gollasch donne un concert avec le big band Meerane en hommage au trompettiste Horst Fischer à Chemnitz-Adelsberg.